# Laurenty I (biskup kazański)
Laurenty, imię świeckie nieznane (zm. 15 lipca 1574) – rosyjski biskup prawosławny.

## Życiorys
Jego pochodzenie i imię świeckie nie są znane. Prawdopodobnie życie mnisze rozpoczął w monasterze św. Józefa Wołokołamskiego, gdzie w 1564 został przełożonym z godnością ihumena, w zachowanych dokumentach klasztornych brak jednak o nim wcześniejszych informacji. Chirotonię biskupią przyjął cztery lata później z rąk metropolity moskiewskiego Filipa II, obejmując katedrę kazańską. Przed wyjazdem do Kazania podarował monasterowi św. Józefa Wołokołamskiego dwanaście tomów Minei.
Laurenty z pewnością był jeszcze biskupem kazańskim w październiku 1573, jednak w roku następnym zrezygnował z katedry i wrócił do monasteru, w którym wcześniej sprawował godność przełożonego. Ponownie podarował klasztorowi zbiór ksiąg liturgicznych oraz pisma św. Jana z Damaszku i egzemplarz Drabiny do nieba Jana Klimaka. Zmarł w lipcu 1574 i został pochowany w monasterze św. Józefa Wołokołamskiego w jego głównym soborze Zaśnięcia Matki Bożej. W czasie przebudowy soboru w XVII w. szczątki hierarchy przeniesiono do dolnej cerkwi w tejże świątyni.